# Square Enix
Square Enix Holdings Co., Ltd. (株式会社スクウェア・エニックス・ホールディングス?, Kabushiki-gaisha Sukuwea Enikkusu Hōrudingusu) è una holding giapponese multimedia nota per produrre le serie di videogiochi di ruolo alla giapponese: Final Fantasy, Dragon Quest e Kingdom Hearts. L'azienda è nota anche per aver prodotto serie manga e anime, come Fullmetal Alchemist, Black Butler e Soul Eater.
Nasce dalla fusione, nell'aprile 2003, di due delle più grandi protagoniste del mondo dell'industria dei mass media: Square e Enix.

## L'azienda
La nota azienda nipponica ha sede principale a Tokyo; sviluppa, crea, pubblica e distribuisce prodotti di intrattenimento interattivo in tutti i mercati mondiali: Giappone, Stati Uniti, Europa, Asia, Oceania.
Con la fusione delle due società sono state portate sotto un unico marchio due delle più famose saghe di videogiochi di ruolo alla giapponese: Final Fantasy e Dragon Quest (conosciuta come Dragon Warrior negli Stati Uniti) vere e proprie colonne portanti dell'azienda, alle quali si è recentemente aggiunta una nuova e fortunata partnership con Disney Interactive che ha dato origine alla serie di Kingdom Hearts (nata sotto Square). Con questa fusione inoltre sono nate anche serie anime e manga Square Enix come Black Butler, Soul Eater, Fullmetal Alchemist e molte altre serie.
Nel primo trimestre dell'anno fiscale 2004, Square Enix ha dimostrato un EBIT di 662 milioni di yen con 8,2 miliardi di yen nelle vendite.
La maggior parte degli incassi proviene da materiale sviluppato per PlayStation 2. Nell'aprile 2003 Square Enix ha incrementato le stime di profitto per i primi 3 anni di attività portandole a 30 miliardi di yen (226 milioni di euro). Anche il settore vendite ha subito la medesima sorte arrivando ad una stima di 100 miliardi di yen (750 milioni di euro), superiore alla quantità raccolta nell'ultimo anno da Enix e Square come società separate.
Il 22 aprile 2009 acquisisce la famosa casa produttrice e distributrice di videogiochi, Eidos Interactive, investendo 84,3 milioni di Sterline e acquista la licenza del motore grafico GameBryo dallo sviluppatore Emergent.
Nel 2012 l'azienda chiude l'anno con un disastroso deficit di almeno 45 milioni di euro, motivo per cui il presidente Yoichi Wada viene sollevato dal suo incarico, in favore di Yosuke Matsuda, attuale presidente della compagnia.
Nel maggio 2022, Square Enix ed Embracer Group hanno stipulato un accordo per cedere al gruppo svedese aziende come Eidos-Montréal, Crystal Dynamics, Square Enix Montreal e un gran numero di IP. L'accordo è stato completato nel secondo trimestre dell'anno finanziario di Embracer.

## Studi di sviluppo

### Square Enix, Inc.
Square Enix, Inc., ha sede a Los Angeles e gestisce localizzazione, marketing e pubblicazione dei prodotti per gli Stati Uniti.
A inizio 2004 le testate di informazione economica giapponesi hanno annunciato uno spostamento nell'area di interesse Square Enix dal Giappone agli USA e all'Europa, avvenuta a inizio primavera, atta a "potenziare" il business oltreoceano ed europeo rafforzando gli investimenti pubblicitari e il settore multiplayer.

### Square Enix Ltd.
Square Enix Ltd., ha sede a Londra e detiene i diritti di pubblicazione dei titoli Square Enix in Europa e negli altri territori PAL dei quali gestisce vendite, marketing e produzione.

### Square Enix (China) Co., Ltd.
Square Enix (China) Co., Ltd., è stata fondata nel gennaio 2005 come sussidiaria interamente controllata ed ha sede a Pechino. Gestisce la pubblicazione e la distribuzione dei titoli Square Enix in Cina e nelle altre regioni asiatiche.

### Gangan Comics
Square Enix (che all'epoca aveva un altro nome) ha fondato un settore di sua proprietà dedicato al mondo dei manga e anime: Gangan Comics. Nel 2010, la compagnia ha lanciato nel mercato nordamericano un negozio dei manga Square Enix attraverso i servizi per i membri contenenti serie degne di note come la serie di Fullmetal Alchemist, Black Butler, Soul Eater e molti altri. Includono anche adattamenti manga di vari prodotti del settore informatico come Kingdom Hearts (crossover tra Square Enix e Disney), Star Ocean, Dragon Quest e alcuni Final Fantasy. Fullmetal Alchemist è la serie Square Enix di questo settore che ha venduto di più con oltre 70 milioni di copie. La compagnia ha creato e prodotto anime tratti dai loro manga e serie del settore informatico come ad esempio: le due serie di Fullmetal Alchemist, Black Butler, Final Fantasy XV e così via. Nel maggio 2019, la Penguin Random House ha aiutato la Square Enix a dar vita alla casa editrice nordamericana "Square Enix Manga and Books" che attraverso il quale i manga, romanzi e light novel saranno pubblicate direttamente dalla sussidiaria americana dell'azienda nel suo paese.

### Luminous Productions
La Luminous Productions è una filiale di Square Enix fondata dalla stessa azienda il 27 marzo 2018. L'obiettivo di questo team creato da Square Enix è quello di produrre nuovi Tripla A per un pubblico globale utilizzando il Luminous Engine, motore grafico di casa Square Enix. Una buona parte dei dipendenti di questo team erano membri del team di Kingdom Hearts II e Final Fantasy XV, ossia il Team di Tokyo di cui 20 membri provengono da paesi al di fuori del Giappone. Il loro primo lavoro è stato il porting di Final Fantasy XV su Google Stadia. Il 12 giugno 2020, Square Enix, nella conferenza della presentazione della Playstation 5, annunciò Forspoken (inizialmente chiamato "Project Athia") sviluppato da Luminous Production e in uscita su Playstation 5 e PC. Il 28 febbraio 2023, Square Enix ha annunciato che dal 1º maggio dello stesso anno, la Luminous Productions si sarebbe fusa con la sede centrale della compagnia giapponese citando che la fusione avrebbe "migliorato le capacità del gruppo di sviluppare giochi in HD".

### Square Enix Image Studios Division
Visual Workd è uno studio di animazione CGI di proprietà Square Enix (nata sotto Square) fondato nel 1997 e dedicato alla creazione delle animazioni dei prodotti anime in CGI come Final Fantasy VII: Advent Children, Kingsglaive: Final Fantasy XV e Kingdom Hearts X Back Cover. Questo studio si occupa delle animazioni CGI di alta qualità anche nel settore informatico come la serie di Parasite Eve, Kingdom Hearts, Deus Ex e Final Fantasy. Il 1º aprile 2021, la Square Enix ha fuso la Visual Works con la sua Divisione Image Arts dando vita alla "Square Enix Image Studio Division" per rafforzare, secondo il presidente Yosuke Matsuda "sempre di più la tecnologia e le espressione visive della compagnia per raggiungere al massimo le potenze delle nuove generazioni".